# ロケット (斉藤和義の曲)
「ロケット」は2001年10月24日にSPEEDSTAR RECORDSから発売された斉藤和義20作目のシングル。

## 解説
前作から3ヶ月振りのシングル。「35 STONES」収録曲「赤いヒマワリ」の貴重なDemo Versionが収められている。

## 収録曲
全曲　作詞・作曲・編曲：斉藤和義
1. ロケット（3:33）
2. 赤いヒマワリ（Demo Version）（2:48）
3. ハイサイケ（3:29）